# Copa Luis Redonet
La Copa Luis Redonet o Copa Redonet fue el trofeo que se entregó los primeros años al vencedor del Campeonato Provincial de Fútbol de Cantabria, en disputa entre 1905 y 1922. Su primer vencedor fue el club Sportiva Santanderina.

## Historia
El fútbol hizo su entrada en Cantabria (por entonces provincia de Santander) en 1902, con la disputa de los primeros encuentros en La Albericia por unos jóvenes que se organizarían más tarde bajo el nombre de Cantabria Foot-ball Club.
Tras este efímero club, que desapareció el mismo 1902, se fueron creando otros: Santander FC (1902), Montañés (1903), Real Club Sport El Norte (1903), La Montaña (1904), Orión (1904), Sportiva Santanderina (1905)...
Estos clubs disputaron encuentros amistosos entre sí o contra equipos forasteros (ya el 15 de agosto de 1903 el RCS El Norte jugó contra un equipo de Bilbao, mientras que un grupo de aficionados jugó en julio de 1905 contra marineros británicos), formándose y desapareciendo con bastante rapidez.

## El Campeonato Provincial

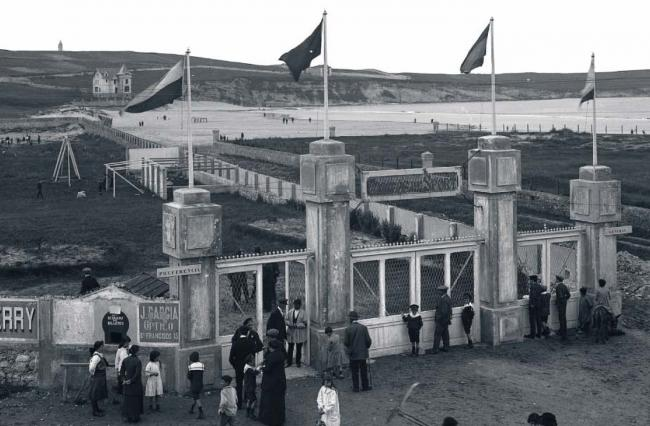
Entrada de los Campos de Sport de El Sardinero a principios del ; inaugurados en 1913, los Campos de Sport acogieron encuentros de este torneo desde entonces (imagen de la colección Thomas)

En 1905, apenas tres años después de la llegada de este deporte a Cantabria, se puso en juego el primer Campeonato Provincial, con una copa donada por don Luis Redonet en disputa. Esta primera final de 1905 la disputaron dos equipos de Santander, el Orión, formado en 1904, y la Sportiva Santanderina, creado el mismo año de 1905. Aunque había más equipos, estos dos fueron los únicos inscritos. La Sociedad Sportiva Santanderina se impuso por un rotundo 8-0 al Orión, proclamándose primer campeón provincial.
Entre 1907 y 1911 el torneo de fútbol más importante en disputa en la región fue la Copa Santander, organizada por el Santander Foot-ball Club y puesta en juego anualmente durante la Semana Deportiva de Santander, con la presencia de clubs de Asturias, Cantabria, Navarra o el País Vasco.
A partir de 1912 fue de nuevo el Campeonato Provincial el principal campeonato de la región. En la edición de 1912 se proclamó campeón el Nueva España. Al año siguiente el campeón fue el Strong, mientras que entre 1914 y 1917 el título se lo llevó un recién formado Racing de Santander. En 1918 el vencedor fue el Siempre Adelante.
Desde 1915 el campeonato lo disputaron los clubs adscritos a la Federación Regional Norte, a la que pertenecían las provincias de Guipúzcoa, Navarra, Santander y Vizcaya. El Campeonato Provincial era, de hecho, el campeonato regional del Norte de Segunda Categoría, en su sector de Cantabria, y el vencedor jugaba la fase final de ascenso a Primera Categoría contra los vencedores de las tres provincias restantes. Desde la temporada 1915-16 también se incluyó a los equipos de La Rioja. A partir de la temporada 1918-19 la Federación Norte sólo incluyó equipos de Cantabria y Vizcaya, hasta que el cambio de nombre de Federación Norte a Federación Vizcaína provocó la creación de la Federación Cántabra de Fútbol en 1922.
A partir de esa fecha se disputó el Campeonato Regional, que finalmente desapareció en la posguerra.

## Palmarés
| Temporada | Campeón               | Subcampeón                | Notas |
| --------- | --------------------- | ------------------------- | --- |
| 1905      | Sportiva Santanderina | Orión                     | Resultado final: 8-0                                                                                             |
| 1912      | Nueva España          | Comercial                 | Resultado final: 4-0                                                                                             |
| 1913      | Strong                | Nueva España              | Resultado final: ¿ 7-0 / 7-2 ?                                                                                   |
| 1914      | Racing de Santander   | ¿ Nueva España / Strong ? | El Nueva España / Strong no se presentó a la final                                                               |
| 1915      | Racing de Santander   | Real Santander            | Tras una alineación indebida en la primera final, que ganó 2-0, el Real Santander no se presenta a la repetición |
| 1916      | Racing de Santander   | -                         | El Racing es el único club federado                                                                              |
| 1917      | Racing de Santander   | Deportivo Cantabria       | Resultado final: 6-0. El Racing asciende a la Primera Categoría del Campeonato Norte                             |
| 1918      | Siempre Adelante      | Esperanza                 | Disputado en sistema de liga por seis clubs                                                                      |
| 1919      | Deportivo Cantabria   | Santander FC              | Disputado en sistema de liga por cinco clubs                                                                     |
| 1920      | Siempre Adelante      | Deportivo Cantabria       | Disputado en sistema de liga por cuatro clubs                                                                    |
| 1922      | Siempre Adelante      | Unión Montañesa           | Disputado en sistema de liga por cinco clubs                                                                     |

- Racing de Santander: 4 títulos (1914, 1915, 1916 y 1917).
- Siempre Adelante: 3 títulos (1918, 1920 y 1922).
- Sportiva Santanderina: 1 título (1905).
- Nueva España: 1 título (1912).
- Strong: 1 título (1913).
- Deportivo Cantabria: 1 título (1919).
- Orión: 1 subcampeonato (1905).
- Comercial: 1 subcampeonato (1912).
- Real Santander: 1 subcampeonato (1915).
- Esperanza: 1 subcampeonato (1918).
- Santander FC: 1 subcampeonato (1919).
- Unión Montañesa: 1 subcampeonato (1922).